# Pirati! Briganti da strapazzo
Pirati! Briganti da strapazzo (The Pirates! In an Adventure with Scientists, conosciuto anche come The Pirates! Band of Misfits) è un film del 2012 diretto da Peter Lord in collaborazione con Jeff Newitt, basato sul romanzo del 2004 di Gideon Defoe Pirati! (The Pirates! In an Adventure with Scientists), pubblicato in Italia nel 2005. Il film, prodotto dalla Aardman Animations per la Sony Pictures Animation, girato utilizzando la tecnologia stop-motion e distribuito anche in 3-D.
Nel 2013 fu candidato all'Oscar al miglior film d'animazione.

## Trama
Anno 1837: Capitan Pirata è un goffo capitano a capo di un'esigua e squinternata ciurma allo sbando (composta, tra gli altri, da un malato di gotta zoppo, un uomo che è più protesi che carne e una donna travestita da uomo arruolatasi perché innamorata di lui) ma pronta a seguirlo in capo al mondo, e ambisce a ottenere il massimo riconoscimento in campo piratesco, il premio Pirata dell'Anno, che verrà consegnato al pirata che avrà all'attivo più saccheggi e ricchezze trafugate. Nel tentativo di depredare tesori per aggiudicarsi finalmente l'ambito premio, che però viene coronato da numerosi insuccessi contro persino le navi più modeste, Capitan Pirata e i suoi uomini si imbattono nella nave d'esplorazione di Charles Darwin, intento a girare continenti alla ricerca di specie animali sconosciute per conto della regina Vittoria. Catturato dai pirati e costretto a camminare sull'asse, Darwin nota che Polly (il pennuto che Capitan Pirata credeva essere un pappagallo appesantito, e a cui tutta la ciurma è molto legata), altro non è che un dodo, un volatile già allora creduto estinto. Rendendosi conto di avere davanti la scoperta naturalistica del secolo, Darwin convince Capitan Pirata a recarsi a Londra per presentare Polly ad un concorso scientifico con la promessa di un ricchissimo premio (utile per vincere il premio Pirata dell'Anno). Il vero obiettivo di Charles, però, è quello di rubare Polly per donarla alla regina (di cui il ricercatore è pazzamente innamorato).
Incurante della tolleranza zero attuata all'epoca dalla regina Vittoria nei confronti dei pirati, Capitan Pirata accetta, e lui e la sua ciurma si travestono da scienziati per entrare nella competizione; dopo una notte insonne, nella quale Darwin e Mr. Bobo (l'intelligentissimo scimpanzé domestico di Charles) tentano di rubare il dodo senza successo, Capitan Pirata partecipa alla competizione con Polly e riesce a vincere, ma il ricco premio promesso da Darwin si rivela nient'altro che una minuscola coppa, un set di enciclopedie e un incontro con la regina in persona. Dopo aver nascosto Polly, Capitan Pirata parla con la regina, la quale chiede che Polly sia donata a uno zoo; egli non solo rifiuta, ma rivela accidentalmente la sua vera identità, cosa che porta la regina ad ordinare la sua immediata esecuzione; poco prima che il pirata venga decapitato, tuttavia, Darwin si fa avanti e la convince a risparmiarlo, dicendole in segreto che solo il Capitano sa dove si trova Polly. Di conseguenza, la regina dichiara Capitan Pirata ufficialmente perdonato per i suoi crimini e ordina segretamente a Darwin di trovare Polly a qualunque costo. Lo scienziato, dunque, porta Capitan Pirata a una taverna e lo persuade a rivelare, ubriaco, che Polly è nascosta nella sua barba. Darwin e Mr. Bobo rubano il volatile e inizia un inseguimento nella Torre di Londra dove la regina è in attesa: questa rifiuta di ricevere Darwin e offre invece a Capitan Pirata abbastanza denaro per assicurare la sua vittoria al premio Pirata dell'Anno in cambio di Polly; il Capitano accetta l'offerta e torna dai compagni, ai quali mente assicurando loro che Polly è ancora al sicuro nella sua barba.
Alla cerimonia sull'Isola Sanguinaria davanti al Re dei Pirati, Capitan Pirata vince il grande premio di Pirata dell'Anno, ma il suo rivale Bellamy il Moro fa sapere a tutti il perdono della regina, e afferma che, di conseguenza, Capitan Pirata non può più essere considerato un pirata e dunque non può più vincere il premio. Il Capitano perde dunque il premio, i tesori e la licenza da pirata, viene bandito dall'Isola Sanguinaria e ammette alla ciurma di aver venduto Polly, venendo così abbandonato dai suoi compagni delusi. Capitan Pirata torna dunque a Londra per cercare lavoro, ma, dopo qualche giorno, divorato dai rimorsi, decide di riprendersi Polly. Tuttavia, giunto nello zoo cittadino (dove credeva si trovasse il dodo), incontra un deluso ed amareggiato Darwin, che rivela di aver scoperto che la regina è in realtà un membro di una società segreta di leader mondiali che si ciba di creature in pericolo d'estinzione, e Polly si troverebbe sulla nave ammiraglia della regina, la QV1, come piatto forte del menu. Capitan Pirata e Darwin decidono dunque di lavorare insieme per rubare un'altra nave e raggiungere la QV1, mentre Mr. Bobo, apparentemente, si tira fuori dal piano.
A bordo della QV1, la regina trova Capitan Pirata e Darwin e tenta di ucciderli in uno scontro nel quale rivela al Capitano che il suo odio nei confronti dei pirati è dovuto soprattutto al fatto che li considera "roba vecchia, dinosauri", ma intervengono Mr. Bobo e la ciurma di Capitan Pirata, con la quale quest'ultimo si riconcilia, che aiutano i protagonisti a sconfiggere la regina. Durante la battaglia, il bicarbonato presente nella stiva della nave viene mischiato con l'aceto, causando una violenta reazione che spezza in due la nave. Il Capitano salva Polly e tutti riescono a scappare, mentre la sventurata regina, dopo aver tentato la fuga su un dirigibile, si schianta su un'isola deserta, dove si trovano alcuni degli animali rari che aveva intenzione di mangiare (in precedenza liberati da Darwin) e dei quali si trova ora alla mercé. Siccome quest'audace impresa gli è valsa il ritiro del perdono da parte della regina e una taglia di 100.000 dobloni, la più grande taglia nella storia della pirateria, Capitan Pirata viene reintegrato nella società pirata, e parte con la sua ciurma in cerca di nuove avventure.
Nelle scene durante i titoli di coda, Darwin viene lasciato sulle isole Galapagos, dove proseguirà la sua ricerca scientifica (seguendo il consiglio di Capitan Pirata di farsi crescere la barba), Mr. Bobo si unisce alla ciurma di Capitan Pirata, il Re Pirata confisca a Bellamy il Moro il premio Pirata dell'Anno per via della sua scorrettezza nei confronti di Capitan Pirata, e la ciurma di quest'ultimo dona a lui un trofeo Pirata dell'Anno fatto in casa.

## Personaggi
- Capitan Pirata: il capitano dei pirati, protagonista del film, è un barbuto e vanesio pirata che come tale lascia un po' a desiderare, ma per lui è importante divertirsi sempre molto entusiasmandosi anche con poco. È felice di avere un pappagallo, un'imbarcazione, un equipaggio ed anche una folta barba: tutto ciò che, secondo lui, un pirata può volere. È anche interessato al premio di Pirata dell'anno.
- Il Pirata con la sciarpa: fidatissimo, ragionevole, leale (forse anche troppo), intraprendente e astuto vice del Capitano, sempre pronto ad intervenire nelle varie situazioni evitargli guai; viene chiamato anche 'Numero Due' e ama indossare sempre la sua graziosa sciarpa.
- Polly: il simpatico "pappagallo" particolarmente goloso di biscotti, mascotte amata da tutto l'equipaggio. Polly rappresenta il cuore e l'anima pennuta della nave dei pirati; di natura assolutamente tranquilla, anche quando dappertutto regna confusione, lui rimane sempre calmo e profondamente devoto al Capitano. Secondo Capitan Pirata, ogni bucaniere ha bisogno di un pappagallo sulla spalla, anche se si tratta di un volatile chiamato Dodo.
- Charles Darwin: chiamato "Charley" da Capitan Pirata, è uno scienziato al servizio della regina Vittoria, ed è alla ricerca del Dodo Polly, il "pappagallo" di Capitan Pirata, per poterlo dare alla regina di cui è molto innamorato.

Appaiono anche alcuni personaggi storici che, però, non avrebbero dovuto essere vivi all'epoca del film (1837), come Jane Austen (in realtà morta nel 1817), Joseph Merrick (in realtà nato nel 1862), Napoleone Bonaparte (in realtà morto nel 1821), Cuthbert Collingwood (in realtà morto nel 1810) e "Black Sam" Bellamy (in realtà morto nel 1717). Inoltre, la spedizione di Darwin a bordo del Beagle si era conclusa già nel 1836 e la Regina Vittoria, nel 1837, era appena salita al trono ed aveva solo 18 anni.

## Distribuzione
Il film è stato proiettato nel Regno Unito in anteprima mondiale il 28 marzo 2012, mentre è stato distribuito negli Stati Uniti a partire dal 30 marzo dello stesso anno. In Italia è uscito nelle sale a partire dal 4 aprile 2012, distribuito dalla Columbia Pictures.
Il primo trailer ufficiale del film è stato distribuito il 14 luglio 2011 ed il 16 novembre 2011 è stato distribuito il secondo trailer internazionale. Il 6 dicembre è stato invece messo online il primo trailer in lingua italiana, che riprende le stesse scene del primo trailer ufficiale. Il 22 febbraio 2012 è stato messo online il secondo trailer in italiano del film, che vede tra i suoi doppiatori la presenza di Christian De Sica e di Luciana Littizzetto, rispettivamente nei ruoli di Capitan Pirata e della Regina Vittoria.

## Riconoscimenti
- Premio Oscar
  - 2013 - Candidatura al miglior film d'animazione
- Annie Award
  - 2013 - Candidatura al Character Animation in a Feature Production a Will Becher
  - 2013 - Candidatura al Production Design in an Animated Feature Production a Norman Garwood e Matt Perry
  - 2013 - Candidatura al Voice Acting in an Animated Feature Production a Imelda Staunton
  - 2013 - Candidatura al Writing in an Animated Feature Production a Gideon Defoe
  - 2013 - Candidatura al miglior film d'animazione